# Municipio de Oakland (Carolina del Norte)
El municipio de Oakland (en inglés: Oakland Township) es un municipio ubicado en el  condado de Chatham en el estado estadounidense de Carolina del Norte. En el año 2000 tenía una población de 1.067 habitantes.

## Geografía
El municipio de Oakland se encuentra ubicado en las coordenadas 35°37′5.94″N 79°12′42.57″O / 35.6183167, -79.2118250.